# Avenue Léon-Gaumont
L'avenue Léon-Gaumont est une voie du 20e arrondissement de Paris, en France.

## Situation et accès
L'avenue Léon-Gaumont débute rue de Lagny et se termine avenue Benoît-Frachon. Elle longe la commune voisine de Montreuil.

## Origine du nom
Elle porte le nom de Léon Gaumont (1864-1946) inventeur, pionnier de l'industrie du cinéma et fondateur de la société française de production Gaumont.

## Historique
Ouverte par la ville de Paris sous le nom provisoire de « voie W/20 », elle prend sa dénomination actuelle le 29 avril 1965 puis est réaménagée lors de la création du boulevard périphérique en 1970.
La partie commençant au no 46 et finissant avenue de la Porte-de-Montreuil est détachée le 19 août 2004 pour former l'avenue Benoît-Frachon.

### Liens externes

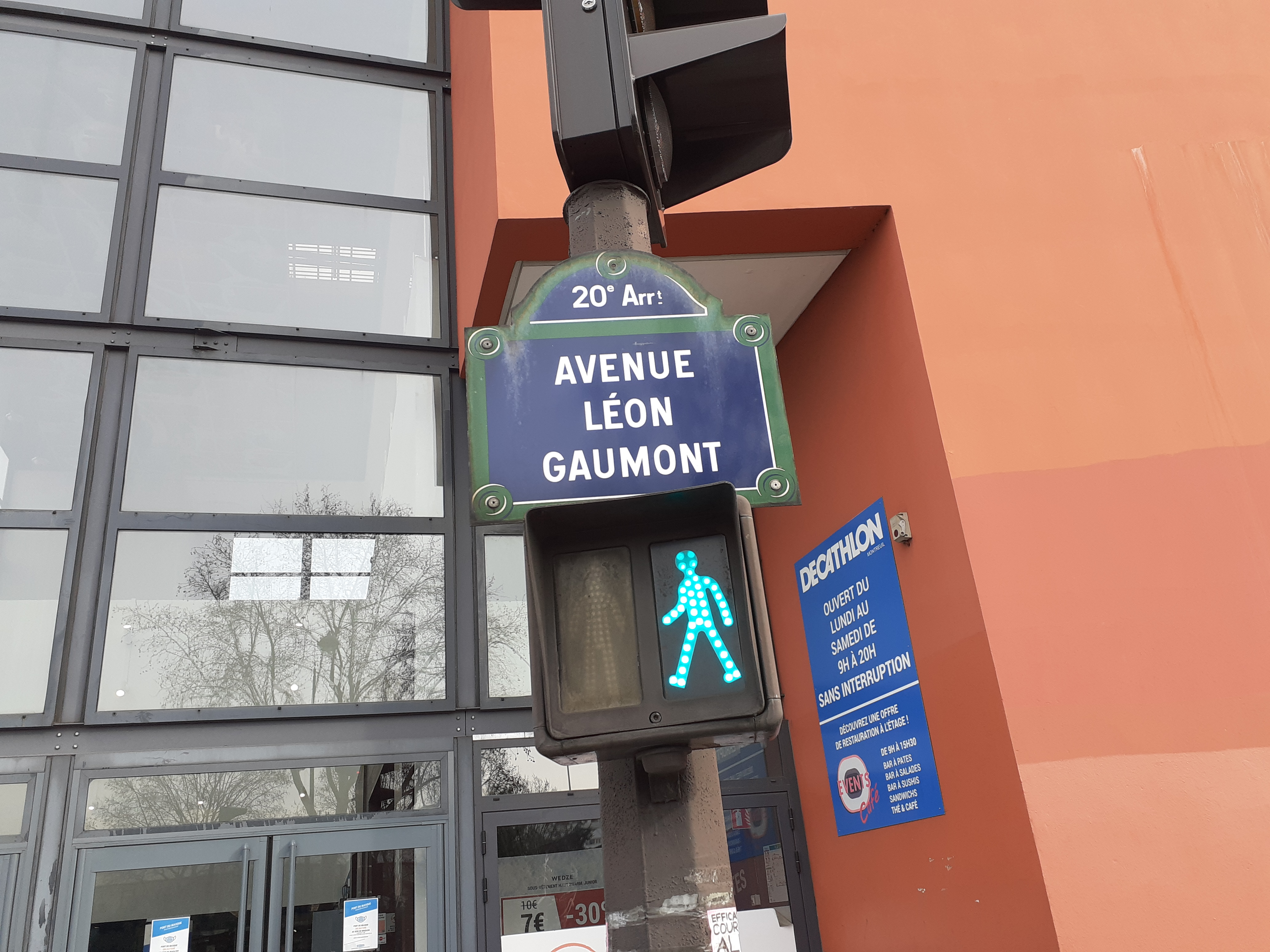
Plaque de l'avenue.